# Армень (Вранча)
Армень, Армені (рум. Armeni) — село у повіті Вранча в Румунії. Входить до складу комуни Слобозія-Чорешть.
Село розташоване на відстані 155 км на північний схід від Бухареста, 11 км на південь від Фокшан, 68 км на захід від Галаца, 123 км на схід від Брашова.

## Населення
За даними перепису населення 2002 року у селі проживали 206 осіб, усі — румуни. Усі жителі села рідною мовою назвали румунську.